# Stenophrixothrix chiriquensis
Stenophrixothrix chiriquensis är en skalbaggsart som beskrevs av Wittmer 1988. Stenophrixothrix chiriquensis ingår i släktet Stenophrixothrix och familjen Phengodidae. Inga underarter finns listade i Catalogue of Life.